# Hrdličkovo muzeum člověka
Hrdličkovo muzeum člověka je malé muzeum fyzické antropologie při Přírodovědecké fakultě Univerzity Karlovy, přístupné veřejnosti. Je umístěno v budově fakulty Praha 2, Viničná 7.

## Popis a sbírky
Muzeum vzniklo ve 30. letech 20. století a nese jméno českého antropologa Aleše Hrdličky. Vystavuje hlavně kosterní pozůstatky, mumie a zajímavé antropologické odchylky. K muzeu patří i badatelské oddělení a knihovna.

## Přístup
Muzeum je po předchozí domluvě a ve všední dny kromě prázdnin veřejnosti přístupné.